# Electronic Delay Storage Automatic Calculator

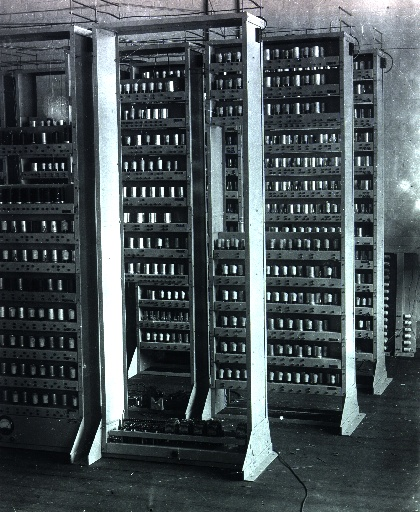
Foto des EDSAC-Computers

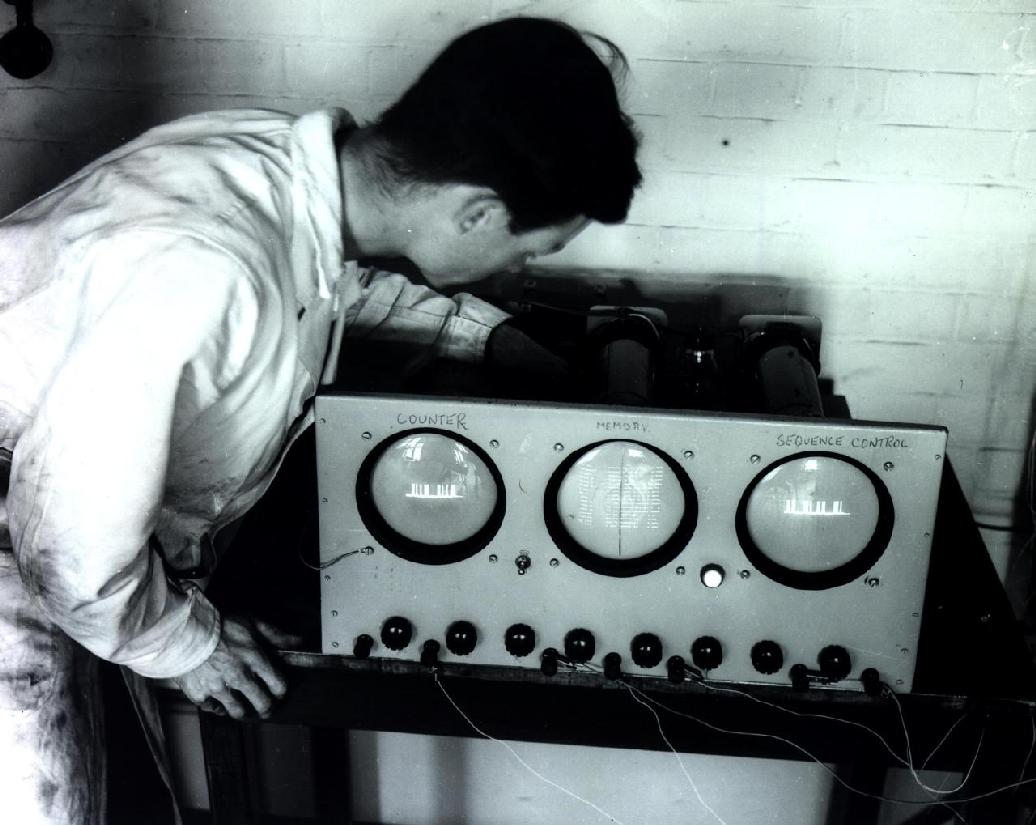
Justierung der CRT-Monitore, die den Inhalt von Arbeitsspeicher und Registern anzeigten

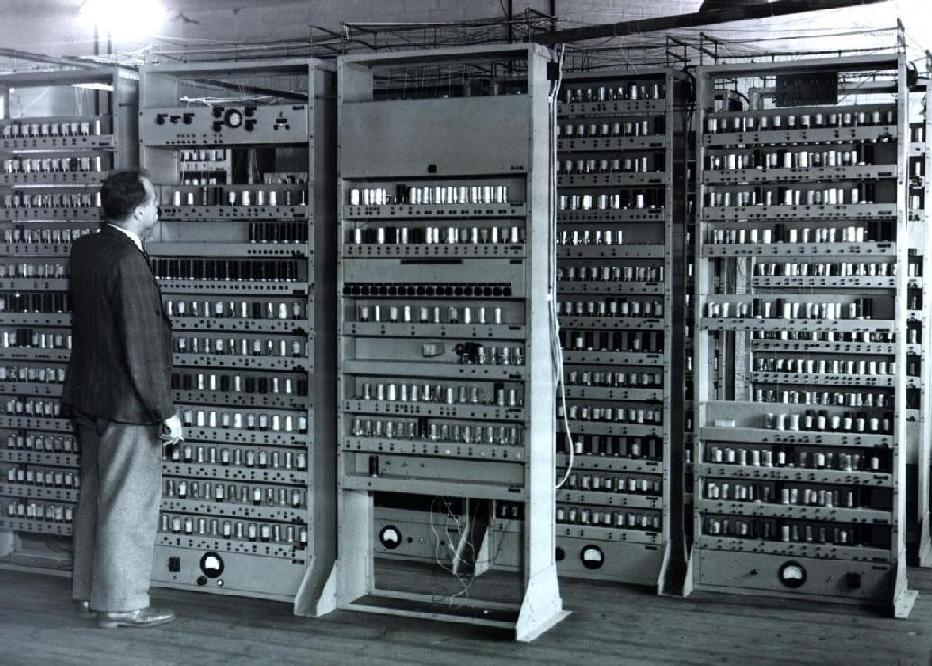
Foto der EDSAC-Schaltschränke

Der EDSAC (Abkürzung für Electronic Delay Storage Automatic Calculator) war ein britischer Hochleistungsrechner, der im Jahr 1949 fertiggestellt wurde. Der Röhrencomputer wurde von Maurice V. Wilkes und seinem Team in Cambridge entwickelt.
In dem Rechner wurden einige damals neue Konzepte eingesetzt, so wurde beispielsweise erstmals die Von-Neumann-Architektur implementiert. Er war somit der weltweit erste Computer, der gespeicherte Programme nutzte. Der EDSAC basierte auf Neumanns Rechner EDVAC. Es gab eine kommerzielle Version mit dem Namen LEO 1 (Lyons Electronic Office).
Auf ihm lief auch 1952 das wohl erste Computerspiel namens OXO, eine Art von Tic-Tac-Toe.